# Live at Dynamo Open Air 1997
Live at Dynamo Open Air 1997 è un album dal vivo del gruppo musicale statunitense Machine Head, pubblicato dalla F.R.E.T. Music nel 2019. Fa parte di una serie di pubblicazioni di concerti di vari gruppi partecipanti all'edizione del 1997 del festival Dynamo Open Air.

## Tracce
1. Davidian – 7:13
2. Take My Scars – 4:21
3. Struck A Nerve – 3:52
4. A Thousand Lies – 8:52
5. Ten Ton Hammer – 4:57
6. The Frontlines – 6:14
7. Old – 5:33
8. Violate – 8:18
9. Hard Times – 2:41
10. Block – 7:30

## Formazione
- Robb Flynn - voce, chitarra
- Logan Mader - chitarra
- Adam Duce - basso
- Dave McClain - batteria